# سفن جاكوبسن
سفن جاكوبسن (بالسويدية: Sven Jacobsson)‏ (مواليد 17 أبريل 1914) هو لاعب كرة قدم. يلعب مع منتخب السويد لكرة القدم. سبق له أن لعب في كأس العالم لكرة القدم مع منتخب بلاده.

## روابط خارجية
- سفن جاكوبسن على موقع الاتحاد الدولي (مؤرشف)  (الإنجليزية)
- سفن جاكوبسن على موقع اتحاد السويد (السويدية)
- سفن جاكوبسن على موقع قاعدة بيانات كرة القدم.إي يو (الإنجليزية)
- سفن جاكوبسن على موقع عالم كرة القدم.نت (الإنجليزية)